# Joan Lui (album)
Joan Lui è il 25° album in studio di Adriano Celentano, pubblicato nel 1985, colonna sonora del film Joan Lui - Ma un giorno nel paese arrivo io di lunedì.

## Tracce
1. L'uomo perfetto - 4:58
2. Sex Without Love (Canta Rita Rusić) - 3:04
3. La Luce Del Sole (Coro, solo nel film)
4. Il tempio - 5:43
5. Mistero - 6:00
6. Lunedì - 4:43
7. Qualcosa nascerà - 6:17
8. Splendida e nuda (cantata con  Claudia Mori) - 5:45
9. L'ora è giunta - 8:19
10. La prima stella (Canta Claudia Mori) - 4:16[2]